# Gabriël Léon M'ba

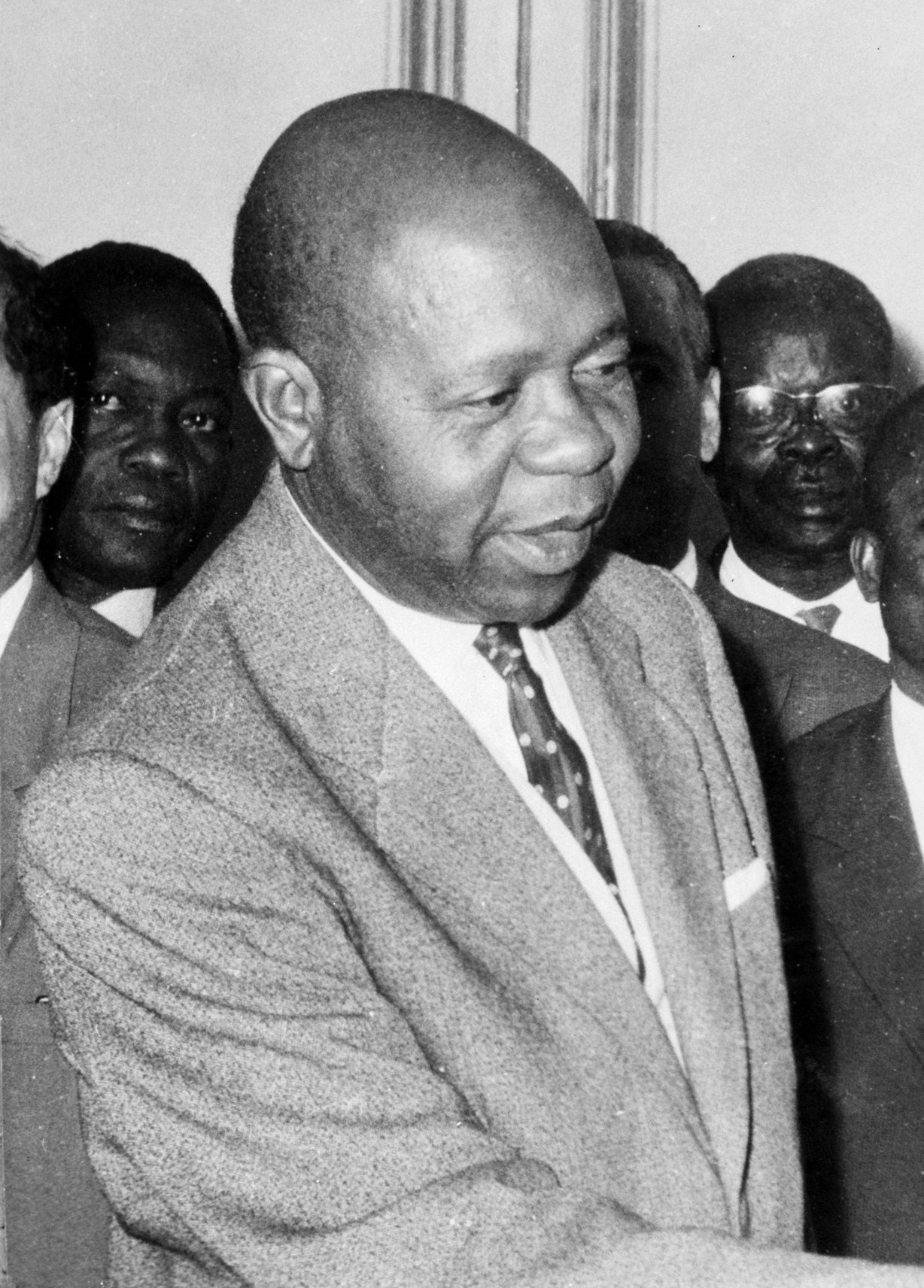
Léon M'ba in 1964

Gabriël Léon M'ba (Libreville, 9 februari 1902 – Parijs, 28 november 1967) was 
een Gabonees politicus, premier en president.
M'ba studeerde aan een rooms-katholieke school en aan het College de Sainte Marie. Sinds 1933 werkte hij voor de Franse koloniale 
administratie. Na de Tweede Wereldoorlog was M'ba medeoprichter van het Bloc Démocratique Gabonais (BDG), onderdeel van de West-Afrikaanse
Rassemblement Démocratique Africain (RDA). 
In 1952 werd hij in de Territoriale Vergadering van Frans-West-Afrika gekozen en in 1956 werd hij burgemeester van Libreville, de hoofdstad van Gabon. Van 1957 tot 1958 was hij vicepresident van de Regeringsraad van Gabon en van juli tot november 1958 was hij President van de Regeringsraad. Nadat Gabon op 28 november 1958 autonomie had verkregen binnen de Franse Gemeenschap, werd hij Voorzitter van de Voorlopige Regering, en later premier, van de Republiek Gabon. 
Op 17 augustus 1960 werd Gabon een onafhankelijke republiek en werd M'ba tot president van de republiek gekozen. Hij behield de post van premier, maar schafte deze in 1961 af toen hij president werd met verregaande uitvoerende macht. M'ba bewind was sterk pro-Frans en conservatief. M'ba sloot zich aan bij het Monrovia-blok, een
samenwerkingsverband tussen op de westerse wereld georiënteerde landen. In 1962 knoopte M'ba diplomatieke betrekkingen aan met Israël. 
M'ba's autocratische bewind riep verzet op onder de oppositie in het parlement, zeker nadat M'ba van plan was om van Gabon een eenpartijstaat te maken. Op 17 en 18 februari 1964 pleegden jonge officieren een staatsgreep waarbij president M'ba werd afgezet. Het gevormde Revolutionaire Comité droeg op 19 februari 1964 de macht over aan Jean-Hilaire Aubame die president werd. Inmiddels was M'ba's vicepresident naar Parijs gegaan en vroeg om Franse interventie om M'ba te herstellen. Franse parachutisten uit Senegal herstelden nog op 19 februari 1964 de situatie van voor de coup en M'ba werd opnieuw president. 
In 1966 werd M'ba door de bevolking tot president herkozen en zijn rechterhand, Omar Bongo, tot vicepresident. Na het overlijden van M'ba in 1967, werd Bongo president van Gabon. Hij maakte in 1968 alsnog een eenpartijstaat van Gabon.
M'ba was vrijmetselaar, net zoals zijn opvolger.